# Chevières
Chevières est une commune française située dans le département des Ardennes, en région Grand Est.

## Géographie
| Grandpré | Champigneulle | Saint-Juvin |
|          | Chevières     |             |
| Senuc    |               | Marcq       |

### Hydrographie
La commune est dans la région hydrographique « la Seine du confluent de l'Oise (inclus) à l'embouchure » au sein du bassin Seine-Normandie. Elle est drainée par l'Aire, le ruisseau de la Besogne, le cours d'eau 01 de la Petite Besogne, le cours d'eau 02 de la commune de Marcq, le ruisseau de la Folie et le ruisseau de la Noue le Coq,.
L'Aire, d'une longueur de 125 km, prend sa source dans la commune de Saint-Aubin-sur-Aire, à 324 m d'altitude, et se jette  dans l'Aisne, en rive droite à Senuc, à 104 m d'altitude, après avoir traversé 36 communes. Elle traverse la commune dans sa partie nord d'est en ouestsur une longueur d'environ 2,3 km.

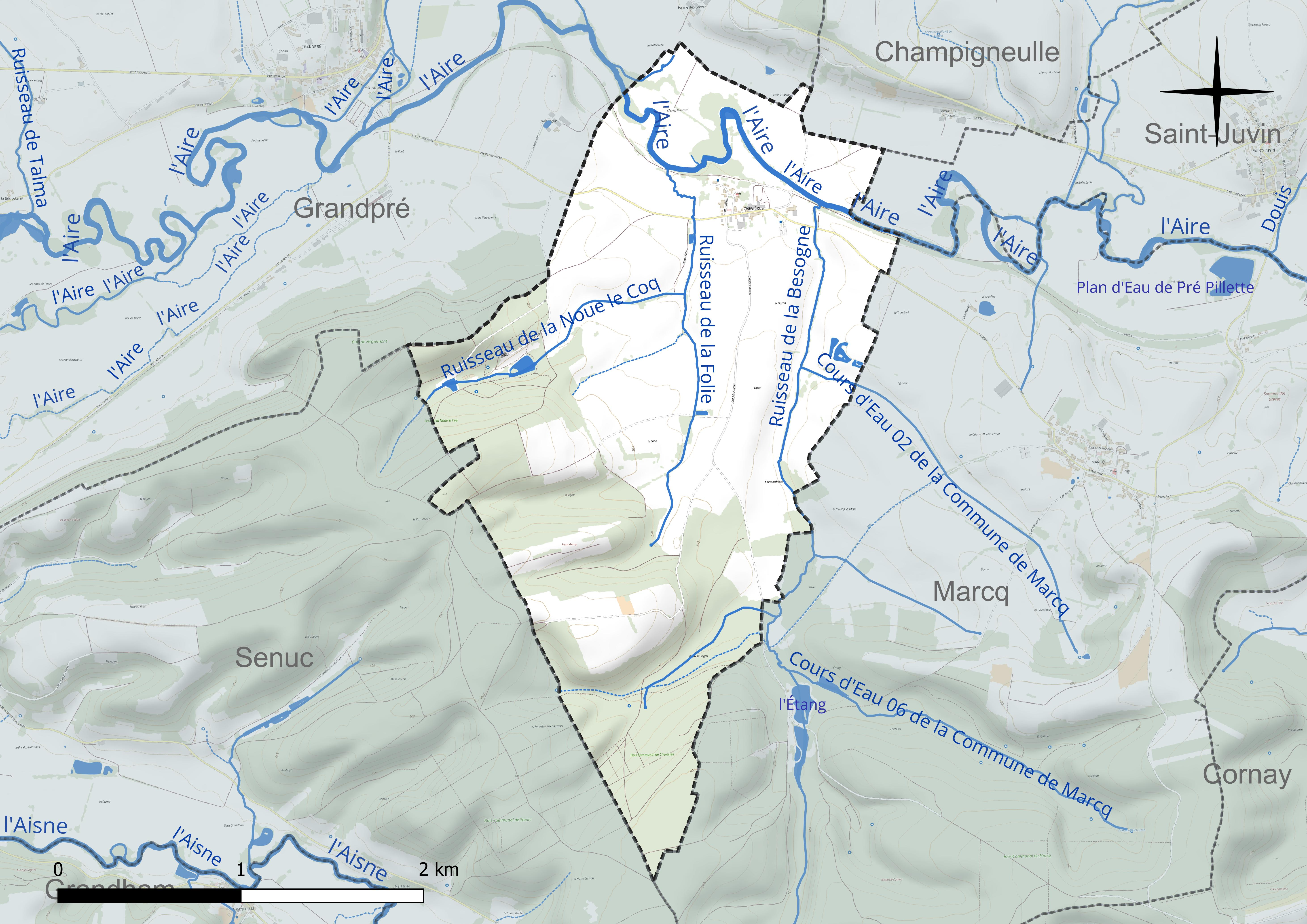
Réseau hydrographique de Chevières.

Un plan d'eau complète le réseau hydrographique : le plan d'eau de la Noue le Coq (0,9 ha),.

### Climat
Pour des articles plus généraux, voir Climat du Grand Est et Climat des Ardennes.
En 2010, le climat de la commune est de type climat des marges montargnardes, selon une étude du Centre national de la recherche scientifique s'appuyant sur une série de données couvrant la période 1971-2000. En 2020, Météo-France publie une typologie des climats de la France métropolitaine dans laquelle la commune est exposée à un climat océanique altéré et est dans une zone de transition entre les régions climatiques « Nord-est du bassin Parisien » et « Lorraine, plateau de Langres, Morvan ».
Pour la période 1971-2000, la température annuelle moyenne est de 10,2 °C, avec une amplitude thermique annuelle de 15,7 °C. Le cumul annuel moyen de précipitations est de 857 mm, avec 13,3 jours de précipitations en janvier et 9,1 jours en juillet. Pour la période 1991-2020, la température moyenne annuelle observée sur la station météorologique de Météo-France la plus proche, « Montcheutin_sapc », sur la commune de Montcheutin à 7 km à vol d'oiseau, est de 11,0 °C et le cumul annuel moyen de précipitations est de 721,9 mm. 
La température maximale relevée sur cette station est de 41,2 °C, atteinte le 25 juillet 2019 ; la température minimale est de −15,5 °C, atteinte le 20 décembre 2009,,.
Les paramètres climatiques de la commune ont été estimés pour le milieu du siècle (2041-2070) selon différents scénarios d'émission de gaz à effet de serre à partir des nouvelles projections climatiques de référence DRIAS-2020. Ils sont consultables sur un site dédié publié par Météo-France en novembre 2022.

## Urbanisme

### Typologie
Au 1er janvier 2024, Chevières est catégorisée commune rurale à habitat très dispersé, selon la nouvelle grille communale de densité à 7 niveaux définie par l'Insee en 2022.
Elle est située hors unité urbaine et hors attraction des villes,.

### Occupation des sols
L'occupation des sols de la commune, telle qu'elle ressort de la base de données européenne d’occupation biophysique des sols Corine Land Cover (CLC), est marquée par l'importance des territoires agricoles (64 % en 2018), une proportion identique à celle de 1990 (64 %). La répartition détaillée en 2018 est la suivante : 
forêts (36 %), terres arables (34 %), prairies (25,7 %), zones agricoles hétérogènes (4,3 %). L'évolution de l’occupation des sols de la commune et de ses infrastructures peut être observée sur les différentes représentations cartographiques du territoire : la carte de Cassini (XVIIIe siècle), la carte d'état-major (1820-1866) et les cartes ou photos aériennes de l'IGN pour la période actuelle (1950 à aujourd'hui).

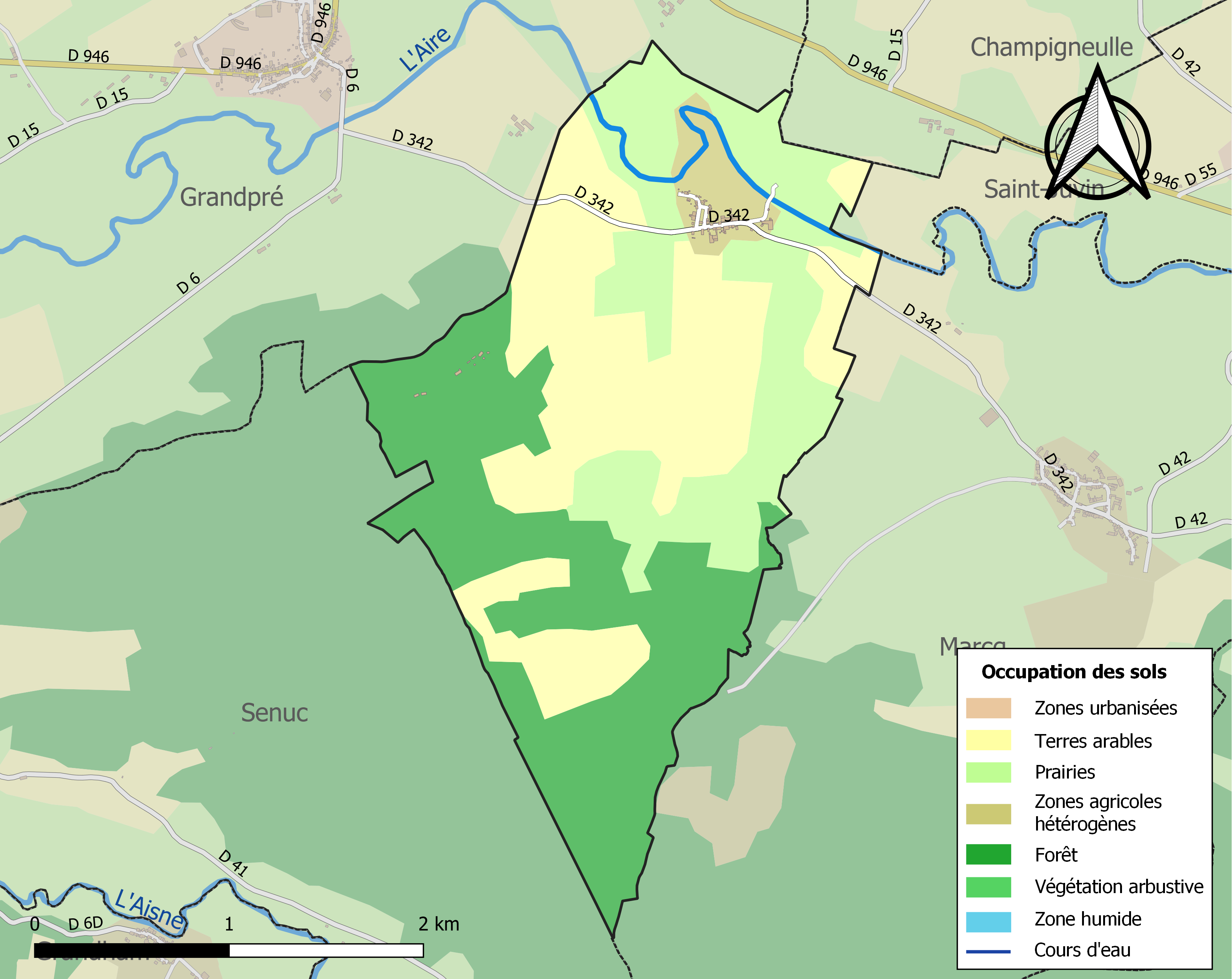
Carte des infrastructures et de l'occupation des sols de la commune en 2018 (CLC).

## Histoire
Elle forma, par fusion avec Marcq, de 1828 à 1871, une éphémère commune nommée Marcq-et-Chevières.

## Politique et administration
| Période                                  | Période  | Identité           | Étiquette | Qualité |
| ---------------------------------------- | -------- | ------------------ | --------- | ------- |
| avant 1981                               | 1983     | Madeleine Corda    |           |         |
| avant 1983                               | ?        | Alain Vauthier     |           |         |
| mars 2001                                | 2014     | Claude Mouton      |           |         |
| 2014                                     | 2020     | Patrick Racour     |           |         |
| 2020                                     | En cours | Jean-Charles Genty |           | Artisan |
| Les données manquantes sont à compléter. |          |                    |           |         |

## Démographie
L'évolution du nombre d'habitants est connue à travers les recensements de la population effectués dans la commune depuis 1793. Pour les communes de moins de 10 000 habitants, une enquête de recensement portant sur toute la population est réalisée tous les cinq ans, les populations de référence des années intermédiaires étant quant à elles estimées par interpolation ou extrapolation. Pour la commune, le premier recensement exhaustif entrant dans le cadre du nouveau dispositif a été réalisé en 2007.

En 2022, la commune comptait 46 habitants, en stagnation par rapport à 2016 (Ardennes : −2,97 %, France hors Mayotte : +2,11 %).
| 1793 | 1800 | 1806 | 1821 | 1872 | 1876 | 1881 | 1886 | 1891 |
| ---- | ---- | ---- | ---- | ---- | ---- | ---- | ---- | ---- |
| 126  | 155  | 173  | 143  | 225  | 234  | 190  | 181  | 171  |

| 1896 | 1901 | 1906 | 1911 | 1921 | 1926 | 1931 | 1936 | 1946 |
| ---- | ---- | ---- | ---- | ---- | ---- | ---- | ---- | ---- |
| 177  | 177  | 154  | 140  | 121  | 104  | 101  | 109  | 96   |

| 1954 | 1962 | 1968 | 1975 | 1982 | 1990 | 1999 | 2006 | 2007 |
| ---- | ---- | ---- | ---- | ---- | ---- | ---- | ---- | ---- |
| 77   | 59   | 62   | 60   | 58   | 51   | 44   | 50   | 51   |

| 2012 | 2017 | 2022 | - | - | - | - | - | - |
| ---- | ---- | ---- | - | - | - | - | - | - |
| 49   | 45   | 46   | - | - | - | - | - | - |

## Culture locale et patrimoine

### Lieux et monuments
- Stèle, à la mémoire du capitaine Coolidge[21],[22].
- Église Saint-Martin de Chevières.

### Personnalités liées à la commune

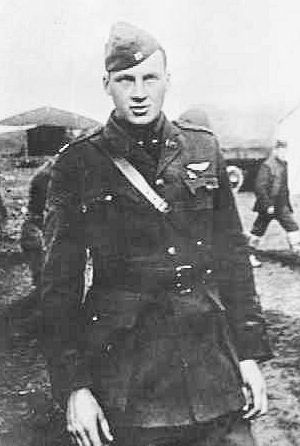
Hamilton Coolidge à la 94e escadrille aéronautique américaine en 1918.

- Hamilton Coolidge (1895-1918) : pilote de chasse américain, as de l'aviation pendant la Première Guerre mondiale et titulaire de la Distinguished Service Cross. Il était l'arrière-arrière-arrière-petit-fils du président américain Thomas Jefferson,  et le meilleur ami de Quentin Roosevelt, le plus jeune fils du président Theodore Roosevelt. Ham Coolidge et Quentin Roosevelt ont fréquenté ensemble la Groton School, ont étudié ensemble à Harvard, ont rejoint le service aérien de l'armée américaine et ont servi ensemble avec le 1er groupe de chasse en France. Il a en effet abandonné le Harvard College pendant sa deuxième année pour rejoindre le service aérien de l'armée américaine. Il s'embarque pour la France le 23 juillet 1917 et est nommé premier lieutenant le 29 septembre 1917. Après avoir servi comme pilote d'essai à Issoudun, il est affecté à la 94e escadrille aéronautique, commandée par Eddie Rickenbacker, le 16 juin 1918. Son ami Quentin Roosevelt, devenu aviateur également et combattant de la même façon dans le ciel de France, est abattu le 14 juillet 1918. De son côté, il est promu capitaine le 3 octobre 1918. Le 27 octobre 1918, peu de temps avant l’Armistice, il est tué au combat, son avion étant touché par un obus antiaérien allemand au dessus de Chevières. Une stèle existe en son souvenir[21],[22],[23].

### Héraldique
| Blason de Chevières | Blason  | D'or à la croix ancrée de gueules, sur le tout taillé d'argent et de sable à la bande brochant de l'un en l'autre. |
| Blason de Chevières | Détails | Le statut officiel du blason reste à déterminer.                                                                   |